# A-Post
| Datum           | Preis    | Q     |
| --------------- | -------- | ----- |
| 1. Februar 1991 | 0.80 Fr. | [ 1 ] |
| 1. Januar 1996  | 0.90 Fr. | [ 2 ] |
| 1. Januar 2004  | 1.00 Fr. | [ 2 ] |
| 1. Januar 2022  | 1.10 Fr. | [ 3 ] |
| 1. Januar 2024  | 1.20 Fr. | [ 4 ] |

Französischsprachige Information zur Einführung von A- und B-Post am 1. Februar 1991

A-Post ist ein Leistungsangebot der Schweizerischen Post für Briefsendungen. Die Zustellung einer A-Post-Briefsendung erfolgt an dem am Aufgabetag folgenden Werktag. 
Bei der Aufgabe einer A-Post-Sendung bis zum Schalterschluss (bei den meisten Poststellen 18.30 Uhr) oder beim Einwurf in einen Briefkasten vor dessen letzter Leerung wird die Sendung am Folgetag zugestellt. Die Dienstleistung bzw. das genaue Leistungsangebot der A-Post lautet daher E (=Einlieferung) +1.
Beim Versand der Sendungen findet im Gegensatz zur B-Post eine Nachtverarbeitung statt.